# The Bones
«The Bones» — песня, записанная американской кантри-исполнительницей Марен Моррис, вышедшая 20 мая 2019 года на лейбле Columbia Nashville. Издана в качестве промосингла с дебютного альбома Girl. 
"The Bones" вышел 22 февраля 2019 года в качестве промосингла, а позднее появился на радио hot adult contemporary (с 20 мая 2019) в качестве второго сингла с альбома). Ремикс с участием ирландского певца Хозиера вышел 4 октября 2019 года.
Авторами и продюсерами песни стал Грег Кёрстин.
Сингл был сертифицирован в платиновом статусе Recording Industry Association of America (RIAA).

## История
Композиция, в целом, была одобрительно встречена музыкальными экспертами и обозревателями: The Diamondback, Idolator.

## Награды и номинации
| Год  | Организация                              | Категория                               | Результат |
| ---- | ---------------------------------------- | --------------------------------------- | --------- |
| 2020 | iHeartRadio Music Awards                 | Best Lyrics                             | Номинация |
| 2020 | iHeartRadio Music Awards                 | Best Remix                              | Номинация |
| 2020 | Country Music Association Awards         | Single of the Year                      | Победа    |
| 2020 | Country Music Association Awards         | Song of the Year                        | Победа    |
| 2020 | Country Music Association Awards         | Musical Event of the Year (with Hozier) | Номинация |
| 2020 | Billboard Music Awards                   | Top Country Song                        | Номинация |
| 2020 | British Country Music Association Awards | International Song of the Year          | Номинация |
| 2020 | American Music Awards                    | Favorite Song — Country                 | Номинация |
| 2021 | Grammy Awards                            | Best Country Song                       | Номинация |
| 2021 | Academy of Country Music Awards          | Single of the Year                      | Номинация |
| 2021 | Academy of Country Music Awards          | Song of the Year                        | Победа    |

## Коммерческий успех
«The Bones» дебютировал на позиции 34 в кантри-чарте Billboard Hot Country Songs с 9 марта 2019 года, и позднее дебютировала на 57-м месте в радиоэфирном кантри-чарте Billboard Country Airplay (с 31 августа 2019). Она достигла первого места в Country Airplay 15 февраля 2020, став четвёртым чарттоппером Моррис и первым сольным женским кантри-треком, попавшим в лучшую десятку top 10 мультижанрового радио-чарта Billboard Radio Songs впервые после хита «You Belong With Me» певицы Тейлор Свифт. Лидируя и на вторую неделю она стала первой песней с несколькими неделями лидерства сольной женщины впервые после «Blown Away» (Carrie Underwood, две недели на № 1 в 2012 году). 14 марта 2020 года на 53-й неделе нахождения в чарте песня достигла 1-го места в основном кантри-чарте Hot Country Songs, став первым чарттоппером Моррис в этом хит-параде, а также вторым самым длительным восхождением до вершины. Более того, Моррис стала первой женщиной во главе этого чарт впервые после Kelsea Ballerini, которая лидировала в октябре 2016 года с хитом «Peter Pan».
Песня стала популярной как кроссовер на радиостанциях разных жанров как в поп, кантри, так и в рок-направлениях и впервые в карьере Моррис попала в чарт Adult Alternative Songs (дойдя до № 17). Песня стала высшим достижением Моррис в чарте Billboard Hot 100 дойдя до 12-го места. На 45-й неделе песня возглавила чарт Adult Pop Songs (второй её там чарттоппер после «The Middle»), где ранее рекорд по длительности восхождения (36 недель) принадлежал песне «Breakeven» группы The Script (это было в 2009—2010 годах). «The Bones» достигла 9-го места в мультижанровом радио-чарте Radio Songs, что позволило певице получить ещё одно достижение. Она стала первой женщиной (сольно и без аккомпанирующих певцов) возглавившей радиоэфирный кантри-чарт Country Airplay и одновременно находящейся десятке в Radio Songs впервые с 2009 года, когда там лидировала (и была в top 10 в Radio Songs) песня «You Belong With Me» Тейлор Свифт. Только пять других песен имеют такое же достижение: «Love Story» (2008-09, Тейлор Свифт); «Before He Cheats» (2006-07, Кэрри Андервуд); «The Way You Love Me» (2000-01, Фейт Хилл); «Breathe» (1999—2000, Фейт Хилл); и «You’re Still the One» (1998, Шанайя Твейн).
17 июля 2019 года сингл «The Bones» был сертифицирован в золотом статусе RIAA за тираж в 500000 единиц по стримингу и продажам вместе взятым. К февралю 2020 года тираж составил 189,000 копий в США. К ноябрю песня получила платиновую сертификацию от Music Canada.

## Концертные выступления
В апреле 2019 года Моррис выступила с песней в телепрограмме Шоу Эллен Дедженерес.

## Музыкальное видео
Музыкальное видео для «The Bones» появилось 15 августа 2019 года. Оно было снято режиссёром Алексом Феррари и демонстрирует сцены на острове Мауи (Гавайские острова), в которых участвует Моррис и её муж Ryan Hurd. все они сняты на винтажной пленке Super 8.
23 октября 2019 года вышло ремиксовое видео с участием Sydney Clawson.

## Чарты
| Чарт (2019—2020)                        | Наивысшая позиция |
| --------------------------------------- | ----------------- |
| Канада (Billboard Canadian Hot 100)     | 45                |
| Канада (Billboard AC)                   | 4                 |
| Канада (Billboard CHR/Top 40)           | 21                |
| Канада (Billboard Hot AC)               | 28                |
| Канада (Billboard Country)              | 1                 |
| Исландия (Tonlist)                      | 26                |
| Ирландия (IRMA)                         | 63                |
| Литва (AGATA)                           | 60                |
| США (Billboard Hot 100) ·               | 12                |
| США (Billboard Adult Alternative Songs) | 17                |
| США (Billboard Adult Contemporary)      | 2                 |
| США (Billboard Adult Pop Airplay)       | 1                 |
| США (Billboard Hot Country Songs)       | 1                 |
| США (Billboard Country Airplay)         | 1                 |
| США (Billboard Pop Airplay)             | 13                |
| США (Rolling Stone Top 100)             | 23                |

| Чарт (2019)                        | Позиция |
| ---------------------------------- | ------- |
| США, Adult Top 40 (Billboard)      | 27      |
| США, Hot Country Songs (Billboard) | 25      |

## Сертификации
| Регион                                                                      | Сертификация  | Продажи   |
| --------------------------------------------------------------------------- | ------------- | --------- |
| Австралия (ARIA)                                                            | Золотой       | 35 000    |
| Канада (Music Canada)                                                       | 7× Платиновый | 560 000   |
| Великобритания (BPI)                                                        | Золотой       | 400 000   |
| США (RIAA)                                                                  | 4× Платиновый | 4 000 000 |
| Данные о продажах + прослушиваниях приведены только на основе сертификации. |               |           |